# Józef Marszewski
Józef Marszewski (ur. ok. 1825 w Warszawie lub Wilnie, zm. 1883 w Warszawie) – polski malarz.

## Życiorys
Malarstwa uczył się u Wincentego Dmochowskiego w Wilnie lub Aleksandra Kokulara w Warszawie (lub też kolejno u obu). Później kształcił się w Cesarskiej Akademii Sztuk Pięknych w Petersburgu u Matwieja Worobjowa (1853–1856), kontynuował studia w Paryżu oraz Düsseldorfie u Andreasa. Achenbacha.
W latach 1857-1872 podróżował po Europie, odwiedzając m.in. Francję, Hiszpanię i Szwajcarię. Kilka lat mieszkał we Włoszech. Z zagranicy przysyłał obrazy na wystawy do Krakowa, Lwowa i Warszawy.
Po powrocie do kraju w 1872 r. zamieszkał na stałe w Warszawie, skąd wypuszczał się kilkukrotnie na Litwę, Ukrainę oraz w Tatry.

## Twórczość

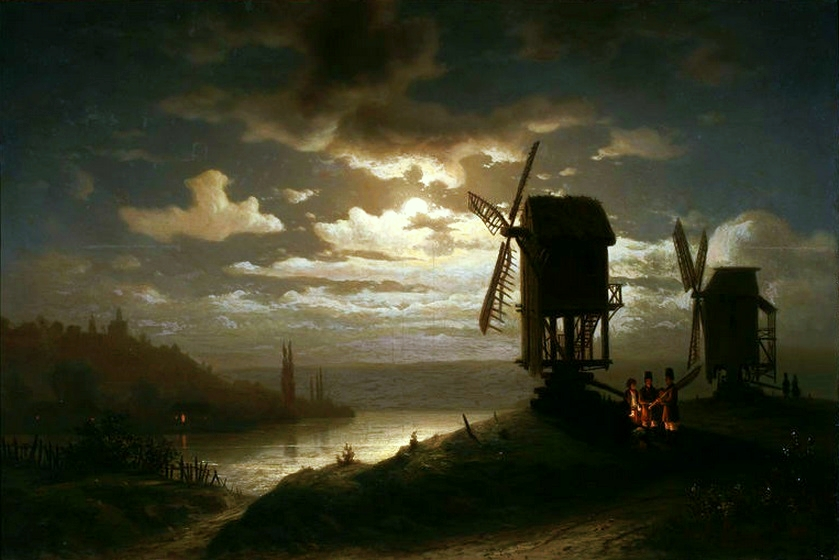
Krajobraz nocny z wiatrakami, 1864, olej na płótnie, Muzeum Narodowe, Warszawa

Nastrojowe pejzaże Marszewskiego charakteryzowały się przemyślanymi układami kompozycyjnymi łączącymi motywy romantyczne (ruiny, przydrożne krzyże, kapliczki, rozlewiska) z realistycznie odwzorowaną topografią miejsca. Ówczesna krytyka podkreślała jego umiejętność wykorzystania gry światła dla kształtowania kompozycji malarskich. Jednym z najlepszych przykładów tych luministycznych zamiłowań artysty jest Krajobraz nocny z wiatrakami, namalowany w Dusseldorfie w 1864 r.
Najbardziej znane są jego pejzaże znad Wilii i Niemna, widoki Wilna, nokturny. Nie zachowały się malowane przez niego portrety, sceny religijne oraz namalowany w młodości obraz batalistyczny Przejście przez Berezynę.